# Ascesis
Ascesis là một chi bọ cánh cứng trong họ 
Elateridae.
Chi này được miêu tả khoa học năm 1863 bởi Candèze.

## Các loài
Các loài trong chi này gồm:
- Ascesis australis Candèze, 1863
- Ascesis campyloides Candèze, 1897
- Ascesis impurus (Germar, 1848)
- Ascesis mastersii W.J. Macleay, 1872
- Ascesis testaceus Elston, 1930